# Lijst van zoogdieren in Samoa
Dit is een lijst van zoogdieren die voorkomen in Samoa.

## OrdeVleermuizen(Chiroptera)

### FamilieVleerhonden(Pteropodidae)
- Pteropus samoensis
- Tongavleerhond (Pteropus tonganus)

### FamilieSchedestaartvleermuizen(Emballonuridae)
- Emballonura semicaudata